# محاطه
محاطه (به عربی: محاطة) یک منطقهٔ مسکونی در عربستان سعودی است که در استان جازان واقع شده‌است.